# Nobiletina
La nobiletina è un flavone isolato dalla buccia del mandarino tangerino. Chimicamente è un flavone poli-metossilato (con molti gruppi metossile), solubile nei solventi organici e poco in acqua.
L'interesse per questo composto è stato ripreso da quando diversi dati sperimentali indicano che è una molecola con proprietà chemiopreventive per i tumori molto interessanti. Esistono pubblicazioni che dimostrano come essa interferisca con certe vie della trasduzione del segnale nelle cellule cancerose. La nobiletina, in dettaglio, sembra essere un inibitore abbastanza affine di componenti della via delle Mitogen-Activated Protein Kinases (MAPK), come c-Raf e MEK1.
In aggiunta bloccherebbe l'utilizzo dei fosfoinositidi da parte delle fosfolipasi C e della kinasi attivata dai fosfoinositidi (PI-3K). Entrambe le vie sono attivamente utilizzate dalle cellule tumorali nella loro crescita incontrollata.
Ci sono studi, infine, che provano come la nobiletina sia risultata neuroprotettiva in modelli animali sperimentali. Somministrata prima di un insulto ischemico cerebrale, consente una più veloce ripresa metabolica del tessuto infartuato ed una ridotta produzione di radicali liberi dell'ossigeno. Condiziona inoltre positivamente le risposte cellulari del glutammato innescate dal recettore NMDA, promuovendo la genesi dei neuriti cellulari.  Dettagli sui meccanismi di queste azioni mancano, ma i dati preliminari implicano il coinvolgimento dell'asse cAMP/PKA.